# Mark van Bommel
Mark Peter Gertruda Andreas van Bommel, nizozemski nogometaš in trener, * 22. april 1977, Maasbracht, Nizozemska.
Bommel je nekdanji nogometni vezni igralec, nazadnje je igral 2013 za PSV.